# 長島正彦
長島 正彦（ながしま まさひこ、1981年9月25日 - ）は、日本の元アマチュアレスリング選手。

## 概要
群馬県出身。長島和幸とは双子の兄弟。

### 出身校
- 群馬県立館林高等学校
- 青山学院大学経済学部

## 経歴
- 1999年 - 全国高校選手権優勝

- 2001年 - 東日本春季学生新人戦優勝・東日本秋季学生新人戦優勝・日本学生選手権優勝

- 2002年 - 日本学生選手権優勝・全日本大学選手権優勝・世界学生選手権で銅メダル獲得の快挙を成し遂げた。

- 2012年 - 2月14日、白血病にかかっていた双子の弟、和幸に骨髄を提供、骨髄移植の結果、3月に弟は退院した[1]。